# Зоркий-3
«Зо́ркий-3» — советский дальномерный фотоаппарат, выпускавшийся Красногорским механическим заводом с 1951 по 1956 год. Разработан на основе ранних моделей «Зорких» с учётом конструкции немецкого фотоаппарата «Leica III».
Основные отличия от ранних моделей «Зорких»:
- Литой алюминиевый корпус со съёмной задней стенкой.
- Затвор с увеличенным диапазоном выдержек.
- Яркий видоискатель (с диоптрийной коррекцией) совмещён с дальномером.

На фотоаппарате «Зоркий-3» было две головки выдержек (как и на «Leica III»): головкой на верхней крышке устанавливались выдержки от 1/1000 до 1/25 с и «В», головкой на передней панели камеры устанавливались выдержки от 1/25 до 1 с и «Д».
Одна из головок (верхняя или передняя) должна была быть установлена на 1/25 с.
Несоблюдение этой инструкции могло привести к поломке затвора.
Фотоаппаратов «Зоркий-3» было выпущено 87.569 шт.

## Технические характеристики
- Тип применяемого фотоматериала — перфорированная фотокиноплёнка шириной 35 мм (фотоплёнка типа 135) в стандартных кассетах. Возможно применение двухцилиндровых кассет с раздвижной щелью.
- Размер кадра — 24×36 мм.
- Корпус — литой из алюминиевого сплава, со съёмной задней стенкой.
- Головка перемотки плёнки сблокирована с взводом затвора.
- Фотографический затвор шторный, с горизонтальным движением матерчатых шторок.
- Штатный объектив — «Юпитер-8» 2/50 или «Юпитер-17» 2/50. Крепление — резьбовое соединение M39×1/28,8.
- Видоискатель совмещён с дальномером, увеличение окуляра 1,15×, коррекция в пределах ±2 диоптрии.
- Диапазон выдержек от 1/1000 сек до 1 сек, «В» и «Д».
- Обойма для крепления сменного видоискателя.
- Автоспуск отсутствует.
- Резьба штативного гнезда — 3/8 дюйма.

- «Зоркий-3», верхняя панель
- «Зоркий-3», задняя стенка снята
- Футляр с оригинальным креплением штативной гайки

## Дальнейшие разработки КМЗ
- «Зоркий-3М», 1954—1956 годы — механизм длительных выдержек заменён на более надёжный и простой. Он перенесён под верхнюю крышку, головка выдержек на передней панели камеры отсутствует, установка выдержек только одной головкой на верхней крышке аппарата.
- «Зоркий-3С», 1955—1956 годы — добавлен кабельный синхроконтакт с регулятором упреждения синхронизации, изменена форма верхней крышки, изменённая кнопка включения обратной перемотки плёнки.